# Труро (Нова Шотландія)
 Тру́ро (англ. Truro) — містечко в середній провінції Нової Шотландії, Канади. Труро графське містечко графства Колчестера розташований на південній стороні Лосося річки заплави, недалеко від гирла річки в східній частині Затоки Кобеквид (англ. Cobequid Bay). Населення в р. 2011 — 12 059
, разом з передмістями — 22 777,,населення агломерації — 45 888 осіб.

## Історія
В мовою Мікмаки регіон Труро називав «Вагобагітик» «Wagobagitik», або «Наприкінці потоку води». Пізніше Акадійці скоротили назву регіону до «Кобеквид» «Cobequid». Вони з'явилися в цій області на початку 1700-х років і в 1727 році заснували невелике село недалеко від теперішнього міста Труро, відому як «Vil Bois Brule» («Село в обгорілому дереві»).
У 18 столітті дану область покинуло багато франко-акадійців, до масової депортації франко-акадійців в 1755 році, проведеної британцями. Перше поселення в даній області було вдруге засновано в 1761 році пресвітеріани переважно шотландського походження з Північної Ірландії. Селище було названо на честь міста Труро в Корнуол, Англія.
Спочатку селище являв собою невелике фермерське співтовариство, але будівництво залізниці між містами Галіфакс і Пікту, в 1858 році, викликало швидкий темп зростання міста, навіть більший, ніж коли залізниця була з'єднана з центральною частиною Канади в 1872 році і стала міжконтинентальною залізницею.
При міжконтинентальної залізниці, яка пізніше стала належати Канадської Національної Залізничній компанії, було побудовано віялове депо і залізничний двір в Труро.
Залізниця стала певним інструментом по залученню в місто різних виробництв, таких як вовняний завод в Труро (пізніше був названий «Станфілдс» (англ. Stanfield's) і різних установ, таких як провінційна загальна школа (пізніше — Коледж вчителів у Новій Шотландії) і Сільськогосподарський коледж у Новій Шотландії.
Місто офіційно зареєстроване у 1875 році. Багато діячів з минулого Труро описані в більш ніж 40 скульптурах, вирізаних з стовбурів дерев, після того як місто втратило більшу частину своїх в'язів через голландської хвороби в'яза, занесеної в 1990-х роках. Історія міста та прилеглих округів зберігається в Колчестерському історичному музеї; а саме місто перебуває в Канадському реєстрі історичних місць..

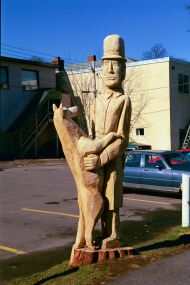
Скульптура з дерева Джона Фрейзера «Шеф поліції»

## Клімат міста
Кліматичні дані по місту
| Клімат Труро                                         | Клімат Труро | Клімат Труро | Клімат Труро | Клімат Труро | Клімат Труро | Клімат Труро | Клімат Труро | Клімат Труро | Клімат Труро | Клімат Труро | Клімат Труро | Клімат Труро | Клімат Труро |
| Показник                                             | Січ.         | Лют.         | Бер.         | Квіт.        | Трав.        | Черв.        | Лип.         | Серп.        | Вер.         | Жовт.        | Лист.        | Груд.        | Рік          |
| Абсолютний максимум, °C                              | 16,0         | 17,0         | 20,0         | 23,0         | 30,0         | 33,0         | 33,5         | 33,0         | 30,5         | 26,5         | 21,7         | 16,7         | 33,5         |
| Середній максимум, °C                                | −1,5         | −1,2         | 3,1          | 8,8          | 15,6         | 20,7         | 24,1         | 23,5         | 19,2         | 12,9         | 7,0          | 1,3          | 11,1         |
| Середня температура, °C                              | −6,9         | −6,5         | −1,8         | 3,9          | 9,8          | 14,7         | 18,4         | 17,8         | 13,4         | 7,7          | 2,8          | −3,5         | 5,8          |
| Середній мінімум, °C                                 | −12,3        | −11,8        | −6,7         | −0,9         | 3,8          | 8,7          | 12,7         | 12,1         | 7,7          | 2,5          | −1,4         | −8,3         | 0,5          |
| Абсолютний мінімум, °C                               | −32          | −34,4        | −27,9        | −15,6        | −6,4         | −2,8         | 2,8          | 0,0          | −3,3         | −10          | −16          | −32          | −34,4        |
| ---------------------------------------------------- | ------------ | ------------ | ------------ | ------------ | ------------ | ------------ | ------------ | ------------ | ------------ | ------------ | ------------ | ------------ | ------------ |
| Джерело: Міністерство навколшнього середовища Канади |              |              |              |              |              |              |              |              |              |              |              |              |              |

## Джерело
- Town of Truro (офіціальный вебсайт) (англ.)
- Central Nova Tourist Association (офіціальный вебсайт) (англ.)
- Truro Daily News (англ.)

## Виноски
1. 1 2  2006 Community Profiles — Census Subdivision[недоступне посилання]
2. ↑  Community Profiles from the 2006 Census, Statistics Canada — Census Metropolitan Area/Census Agglomeration[недоступне посилання]
3. ↑  «Truro», Places and Placenames of Nova Scotia, Nova Scotia Archives and Records Management, стр. 683–684 [Архівовано 2012-10-05 у Wayback Machine.](англ.)
4. ↑  Колчестерскій Історичний Музей, Канадський реєстр історичних місць.
5. ↑  1762 Census. Архів оригіналу за 7 березня 2013. Процитовано 21 лютого 2013.
6. ↑  , Censuses 1871-1931
7. ↑  , Census 1941-1951
8. ↑  , Census 1961
9. ↑   [Архівовано 2013-10-05 у Wayback Machine.], Censuses 1981-2001
10. ↑  , Census 2006
11. ↑  Кліматичні дані по місту
|Джерело =Середні показники кліматичних умов Канади 1971-2000[недоступне посилання] — Міністерство навколишнього середовища Канади.

| Канада | Це незавершена стаття з географії Канади. Ви можете допомогти проєкту, виправивши або дописавши її. |